# 映像作品集2巻 Live at 武道館+
『映像作品集2巻 Live at 武道館+』（えいぞうさくひんしゅう2かん ライブアットぶどうかんプラス）は、ASIAN KUNG-FU GENERATIONのライブビデオ。

## 収録曲

### DISC1
2004年12月5日 日本武道館
1. Opening
2. 振動覚
3. リライト
4. サンデイ
5. フラッシュバック
6. 未来の破片
7. 24時
8. Re:Re:
9. マイワールド
10. 夜の向こう
11. ラストシーン
12. 無限グライダー
13. サイレン
14. ループ&ループ
15. アンダースタンド
16. N.G.S
17. 遥か彼方
18. 羅針盤
19. 君という花
20. 海岸通り
21. 12
22. Hold me tight

### DISC2
2004年11月2日 下北沢SHELTER
1. 振動覚
2. 君の街まで
3. エントランス
4. 海岸通り

2004年11月4日 関東学院大学
1. 君という花
関東学院大学でのライブ・裏側と後藤正文のインタビュー映像